# Deventer
Deventer (  ; nizozemsko : Dèv'nter ali Daeventer, v Deventerju : Dèmpter ) je nizozemsko mesto v provinci Overijssel. Mesto je glavno mesto istoimenske občine in leži ob reki IJssel. V srednjem veku je bil Deventer del Hanzeatske lige, pomembne severnonemške trgovske mreže.
Deventer je eno najstarejših mest na Nizozemskem. Kraj je omenjen že v virih utrechtske škofije iz 9. stoletja. Listina iz leta 877 omenja sedem kmetij v pristanišču Daventre  (Deventer). Leta 952 je Deventer omenjen kot mesto v darilni listini kralja Otona I. Potem ko je kraj sčasoma pridobil vedno več pravic in privilegijev, je leta 1123 od cesarja Henrika V. prejel občinska zemljišča. Zgodovinarji menijo, da je to trenutek, ko so prebivalci pridobili mestne pravice. Mesto ima najstarejšo kamnito hišo, najstarejši sprehajalni park in skupaj s knjižnico Athenaeum tudi najstarejšo znanstveno knjižnico na Nizozemskem.
1 januarja 2023 je imelo mesto Deventer 82.960 prebivalcev, s čimer je daleč največje središče v občini, ki ima skupaj več kot 100.000 prebivalcev.

## Ime

### Etimologija
Ime Deventer ima več etimoloških razlag. Prvič, pripisujejo ga tvorjenki dveh starosaških oblik, ki izvirajo iz 8. stoletja ali prej. Ime bi torej izviralo iz deve-treo, kar je pomenilo nekaj takega kot "drevo ob vodotoku" ali "mrtvo drevo". V gotščini je "Deven" pomenilo isto kot "mrtev", medtem ko je staroangleško ali starosaško ime "treo" pomenilo "drevo".
Včasih se pravi tudi, da Deventer dolguje svoje ime mestu Daventry v Angliji, od koder naj bi prihajal krščanski misijonar Lebuin (Liafwin). To ne more biti res, ker Daventry takrat še ni obstajal. Vendar pa je možno, da imata Deventer in Daventry isti etimološki izvor.
V 10. stoletju je benediktinski menih Hucbald zapisal, da je bil Deventer poimenovan po menihu Davu, ki je potoval z Lebuinom. To se zdi malo verjetno, stoletje starejše besedilo, ki ga je Hucbald uporabil kot vir, pa tega poimenovanja ne omenja.

## Zgodovina
V sedanji občini Deventer so našli ostanke iz rimskega obdobja. V rimskih časih je v okrožju Colmschate obstajala germanska naselbina. Izkopavanja so odkrila rimske kovance iz 3. in 4. stoletja ter kipec rimske boginje Viktorije.
Od 8. stoletja naprej je bilo območje, kjer danes stoji Deventer, skoraj neprekinjeno naseljeno. Reka IJssel je imela pomembno vlogo za lovce, ribiče, kmete in živinorejce, ki so se naselili na njenih bregovih. Mesto je verjetno ustanovil kasneje kanonizirani anglosaški misijonar Lebuin (Liafwin), ki je leta 768 prečkal IJssel in na mestu, kjer danes stoji Grote of Lebuinuskerk (Velika ali Lebuinova cerkev), postavil leseno cerkev. Deventer je ostal versko središče znotraj utrechtske škofije in se razvil v prestolnico Overstichta (Oversticht).
Med letoma 1000 in 1500 je Deventer postal cvetoče trgovsko središče, ki je bil del Hanzeatske lige. Skupaj s Tielom je še posebej v 11. in 12. stoletju tvoril zelo pomembno trgovsko središče. Deventer je bil tudi pristaniško mesto. Velike ladje so se lahko privezale ob pomolu. Potok Schipbeek je nekoč tekel južno od mestnega središča in tvoril naravno pristanišče. V tem obdobju je bil mestni obrambni zid proti vikinškim napadom, ki so ga zgradili leta 882, razširjen z mestnim obzidjem, stolpi in vrati. Imeli so pet velikih in številna manjša mestna vrata.
Deventer je bil pomembno središče reformacije, zlasti kot rojstni kraj Geerta Groteja, ustanovitelja gibanja moderne pobožnosti, ki je močno vplivalo na Tomaža Kempisa in kasneje Deziderija Erazma. Takrat zelo znana latinska šola v Deventerju, kjer so študirali vsi trije, je pri tem igrala pomembno vlogo. Ta je svoj razcvet doživela med letoma 1483 in 1498, ko je bil rektor Aleksander Hegius, najpomembnejši učenec Rudolfa Agricole. Do približno leta 1500 je bilo mesto najpomembnejše humanistično tiskarsko središče v severni Evropi.
Že od srednjega veka se je uprava Deventerja raztezala ne le na mestne meje, temveč tudi na široko območje onkraj utrdb. Mestno pravo je veljalo za tako imenovani wigbold, podeželsko območje, ki je obsegalo travnike in trške vrtove.
Deventer so med osemdesetletno vojno leta 1591 po desetdnevnem obleganju zavzele čete nizozemskih stanov pod poveljstvom princa Mavricija. Mestna uprava je nato padla v roke protestantov. Po tej reformaciji so bile prekinjene vezi med latinsko šolo in katoliško cerkvijo. Poleg tega je bil s pomočjo zapuščine ustanovljen Athenaeum Illustre, ki je študentom latinske šole ponujal nadaljnje študijske možnosti.
V srednjem veku so bila mesta Deventer, Zwolle in Kampen v določenem času prestolnice Overijssela, ter medsebojno tekmovala, a so bila tudi prisiljena sodelovati. Zavezništvo je obstajalo že leta 1317. Po osemdesetletni vojni je Overijssel postal provinca Nizozemske republike z lastno vlado. Deželni stanovi Overijssela se je izmenično sestajal v enem od treh mest. Leta 1632 je bil v Deventeru v ta namen zgrajen Landshuis (Deželna hiša), ki je ostal v uporabi, dokler Zwolle ni bil v francoskem obdobju imenovan za glavno mesto departmaja Stari IJssel in nato postal edino glavno mesto Overijssela.
Leta 1783 je bil v Deventeru ustanovljen prostovoljni korpus z radikalno liberalnimi idejami: ljudstvo bi moralo imeti večji vpliv na vlado. Leta 1795 se je začelo francosko obdobje, ki je po vsej Nizozemski uvedlo načela svobode, enakosti in bratstva. 4. maja 1809 je Deventer obiskal kralj Ludvik Bonaparte. Leta 1851 je Deventer postal občina v smislu občinskega zakona iz leta 1848. Po uvedbi zakona o utrdbah (1874) so bila nizozemska mesta oproščena obveznosti vzdrževanja utrdb.  Prvi soseski, ki sta tu nastali konec 19. stoletja, sta bili Molenbelt in Ossenweerd. Prvi industrijski obrati so bili ustanovljeni na jugovzhodni strani stare trdnjave, ob železniški progi in starem pristanišču, nekoliko kasneje pa tudi na severozahodni strani ob reki IJssel.
Med drugo svetovno vojno so zavezniki Deventer večkrat bombardirali, kar je povzročilo na stotine civilnih žrtev. Od približno 11.000 domov jih je le 2.500 ostalo nepoškodovanih. Območje okoli strateško pomembnih mostov je bilo še posebej prizadeto zaradi bomb; tudi zgodovinsko mestno središče je utrpelo veliko škodo. Veliko škode so povzročile tudi strmoglavljene nemške leteče bombe V-1. Te so bile izstreljene vzhodno od mesta, namenjene Angliji, a so včasih padle kmalu po izstrelitvi. Leta 1942 je bilo v Deventerju skoraj 500 Judov, večina jih je živela v Noordenbergkwartierju. Veliko število jih je bilo deportiranih in se niso vrnili. Malo pred dejansko osvoboditvijo 10. aprila 1945 se je v mestu odvijala drama Twentol, v kateri je bilo ubitih sedem borcev upora. Po drugi svetovni vojni je bila obnova intenzivna. Poleg mostov za cestni in železniški promet je bila zgrajena tudi zapornica Prins Bernhardsluis za spodbujanje notranjega ladijskega prometa. Od leta 1951 povezuje reko IJssel z glavnim kanalom.
Do sedemdesetih let prejšnjega stoletja je bilo prebivalstvo večinoma sestavljeno iz delavcev, zaposlenih v velikih tekstilnih, kovinskih in drugih tovarnah. Zato so Deventer v 20. stoletju včasih imenovali "Moskva na IJsselu". 
Do konca petdesetih let prejšnjega stoletja je pozidano območje doseglo občinske meje. Leta 1960 je bil del občine Diepenveen, ki ga danes sestavljajo soseske Keizerslanden, Borgele in Platvoet, vse tri zgrajene v šestdesetih letih prejšnjega stoletja, priključen mestu. Skupno gre za približno območje do (zahodno od) Zandweteringa.
Občini Deventer je bila 1. januarja 1999 priključena občina Diepenveen. Enako se je zgodilo z občino Bathmen 1. januarja 2005.

### Mestni parki

#### Worpplantsoen
Worpplantsoen, ki se nahaja zunaj nasipa na reki IJssel, je eden najstarejših mestnih parkov na Nizozemskem. Območje zahodno od reke je bilo že leta 1578 zasajeno z drevesi ob poteh in cestah. V 17. stoletju se je pojavljalo vedno več hovenov (vrtov) z vrtnimi hišicami. Prva omemba nasada (parka) na bregu IJssela sega v leto 1699. Tu so bile tudi gostilne in zabavišča. Potem ko so Francozi leta 1813 odstranili park in njegove stavbe, je bil urejen nov park. Na območju vrta, ki je bilo dlje od reke, je postopoma nastalo stanovanjsko območje, imenovano De Hoven. V parku je paviljon za godbo. Poleti tam potekajo predstave in prireditve, pa tudi pikniki in žari.

#### Rijsterborgherpark
Rijsterborgherpark je v Deventeru splošno znan kot Oude Plantsoen (Stari javni vrt). Nahaja se na nekdanjem zunanjem jarku med železniško progo in mestnim središčem. Zgrajen je bil po tem, ko so bile deventrske utrdbe v 19. stoletju razstavljene, vendar je tam že pred tem obstajala pešpot . Park je okoli leta 1880 zasnoval priznani krajinski arhitekt Leonard Springer. Med zelenjem se nahaja več umetniških del, Ptičji otok z različno perutnino, paviljon in paviljon za orkester. Rijsterborgherpark je narodni spomenik.

### Voda
Naselje Deventer je bilo ustanovljeno na rečni sipini ob reki IJssel. Ta reka je skozi stoletja igrala pomembno vlogo za mesto zaradi trgovine, ki jo je prinašala ta vodna pot. Leta 1241 je mesto od samostana Elten prejelo v zakup Katentol. To mitnino, poimenovano po trajektu Katerveer blizu Zwolleja, je bilo treba plačati na mitnici na  postaji Deventer pri Zandpoortu in je v srednjem veku prinašala veliko denarja.
Tudi reka IJssel je skozi stoletja povzročala številne težave, saj je pogosto prestopila bregove. Deventer ima protipoplavno pregrado, vendar Welle ("breg", ime ulice nad pomolom) redno poplavlja med plimo. Zaradi preboj nasipov v IJsselu so se v mestu in okolici oblikovali vrtinci, kot sta Douwelerkolk in Klinkenbeltskolk.
Poleg IJssela ima Deventer še nekaj drugih vodnih poti. Schipbeek je potok, ki ga je delno zgradilo mesto, izvira v Nemčiji in se izliva v IJssel pri Deventerju. V preteklosti je bil potok ploven, kar je omogočalo prevoz blaga, kot sta les in Bentheimerski peščenjak. Druga vodna pot, zgrajena za ladijski promet in se izliva v IJssel pri Deventerju, je veja kanala Overijssel, ki je povezal Deventer z velikim kanalskim sistemom po vsej provinci Overijssel. Izkopali so ga sredi 19. stoletja in odprli leta 1858.
Vzhodno od Deventerja, v Gooiermarsu, se začne Zandwetering, izkopan že v 13. stoletju. Zgrajen je bil za odvajanje odvečne vode, ki zaradi rečnega nasipa ni mogla več neposredno odtekati v reko IJssel. V 21. stoletju je odsek v bližini mesta vse bolj služil kot območje za shranjevanje vode ter naravno in rekreacijsko območje. Zandwetering v veliki meri tvori severno mejo urbanega razvoja Deventerja v 20. stoletju.

## Pregled sosesk
Mesto Deventer je upravno razdeljeno na pet okrožij in sosesk v njih. Okrožje 6 je podeželsko območje občine Deventer, ki obsega več vasi in zaselkov.

### Okrožje 1
Binnenstad (središče mesta) in okrožje De Hoven, znano tudi kot De Worp, skupaj tvorita okrožje 1. De Hoven je edino okrožje Deventerja na zahodni strani reke IJssel.

#### Pothoofd
Južno od mestnega središča, vkleščena med reko IJssel, sosesko Raambuurt in Knutteldorp, leži soseska Pothoofd. Nekoč je bila to prekladalna luka, danes pa v njej stoji šest stanovanjskih stavb belgijskega arhitekta Joja Crepaina. Ulična struktura se je precej spremenila. Tu so nekoč stali veliki žerjavi in silosi, pa tudi železniška postaja. Od tu so odpeljali parni tramvaji v Zutphen, Borculo in Emmerich . Postajna stavba, ki je danes skupnostni center združenja igral Wijk16, je ena redkih stavb, ki se še vedno nanašajo na to. 

### Zanimivosti

#### Spomeniki
Del Deventerja je zaščitena mestna krajina. Poleg tega se v mestu in občini nahajajo stotine narodnih spomenikov:
Deventer je mesto, ki si ga je vredno ogledati, z monumentalnim mestnim središčem. Srce mestnega središča je Brink, podolgovat tržni trg, obdan z drevesi in terasami. Na njem se nahaja več monumentalnih stavb in objektov. Presenetljiva značilnost trga je Tehnica (Waag), poznogotska tehtnica iz leta 1528, v kateri je danes muzej De Waag, prej Zgodovinski muzej Deventerja. V središču trga stoji Wilhelminin vodnjak, narejen leta 1898 v deventerjski livarni železa. Postavljen je bil v spomin na inavguracijo kraljice Wilhelmine in namestitev mestnega vodovoda. Pred Penninckshuisom, vhodom v menonitsko cerkev, skritim za monumentalnimi stavbami, stoji kip Alberta Schweitzerja ; priznani tropski zdravnik in misijonar je v svojem življenju večkrat igral na orgle v Lebuinovi cerkvi. Na trgu se nahajajo tudi številne restavracije in kavarne.

#### Verske stavbe
Najbolj znana cerkev v Deventeru je Lebuinova cerkev, poznogotska cerkev z romanskimi deli (11. stoletje) in kupolo iz let 1612–1613, ki jo je zasnoval Hendrick de Keyser. Ob Lebuinovi cerkvi stoji Oude Mariakerk (Stara Marijina cerkev), zgrajena konec 13. stoletja, a leta 1591 opuščena kot cerkev. Danes je ruševina, z eno nedotaknjeno ladjo, delno skrito za hišami in trgovinami.
Gotska cerkev sv. Nikolaja ali Bergkerk z dvema romanskima zahodnima stolpoma iz okoli leta 1200 stoji na najvišjem delu srednjeveškega okrožja Bergkwartier, ki je bilo zgrajeno na stari rečni sipini. Ta cerkev služi kot koncertni in razstavni prostor. Buiskensklooster iz 15. stoletja je nekdanji samostan sester skupnega življenja, skupine privrženk Geerta Groteja in moderne pobožnosti. Danes v njem domujeta mestni arhiv in knjižnica ter ima dostopen križni vrt.
Med drugimi pomembnimi verskimi stavbami v mestu so Cerkev svete bratovščine (Boederenkerk), prvotno samostanska cerkev iz 14. stoletja; cerkev Maranatha moluške skupnosti, ki sta jo zasnovala Aldo van Eyck in njegova žena; in Velika sinagoga, stavba v mavrskem slogu iz poznega 19. stoletja. Klasično zasnovana mošeja Merkez na Smyrnastraatu iz leta 2003 je ena prvih na Nizozemskem od leta 2013, ki ima dnevni klic k molitvi .

#### Druge stavbe
Druga znamenitost je mestna hiša Deventer na Grote Kerkhofu, nasproti Lebuinove cerkve, ki se nahaja v stavbi iz 17. stoletja s srednjeveškim jedrom. Osupljiva sosednja Deželna palača je prav tako del stavbe od osemdesetih let prejšnjega stoletja. Na istem trgu se nahaja tudi Latinska šola, stavba, ki je kot taka delovala od 15. do 19. stoletja. Proštija v Sandrasteegu je najstarejša kamnita hiša (izvira iz okoli leta 1130) na Nizozemskem.
Mlin Bolwerks, iz leta 1863, se nahaja na drugi strani reke IJssel od Wilhelmininega mostu. Leta 2006 je bil popolnoma obnovljen. Vodni stolp, zgrajen leta 1893 v neorenesančnem slogu v Nieuwe Plantsoen, prav tako izvira iz devetnajstega stoletja in je leta 2022 še vedno v uporabi kot vodni stolp .
Evropska pešpot E11, lokalno bolj znana kot Marskramerpad, poteka naravnost skozi Deventer. Pot prihaja iz Wilpa in prečka reko IJssel s trajektom pri De Worpu, kjer doseže središče mesta. Pot zapušča mesto proti severu proti Diepenveenu.

## Izobraževanje
Od leta 1998 je Saxion (prej Univerza uporabnih znanosti Saxion) nadaljevanje, med drugim, Univerze uporabnih znanosti IJselland, ki je bila ustanovljena v Deventerju leta 1986.

## Zunanja povezava
- Spletna stran turistične pisarne Deventer